# Quercus arbutifolia
Quercus arbutifolia — вид рослин з родини букових (Fagaceae), поширений у південно-східній Азії.

## Опис
Ця рослина заввишки 2.5–3(10) метрів, часто чагарникова. Молоді гілочки сірувато-коричнево-запушені, стають голими. Листки шкірясті, жорсткі, від вузько-яйцюватих до довгасто-еліптичних, 3.5–6 × 2.5–3 см; верхівка закруглена, тупа або виїмчаста; основа ослаблена; край цілий; верх темно-зелений і голий; низ сріблястий з кількома простими зірчастими волосками та 2-променевими трихомами вздовж середньої жилки, ± гладкий; ніжка листка ± гола, завдовжки 2–8 мм. Жіночі суцвіття 1–3-квіткові. Жолуді майже кулясті, поодинокі або по 3, 1–2 см, дозрівають у перший рік, у листопаді; чашечка 1.5 см в поперечнику, 1 см у висоту, з 6–9 зубчастими кільцями.

## Середовище проживання
Вид поширений у В'єтнамі й Китаї (Фуцзянь, Гуандун, Південний Хунань); на висотах від 1600 до 2400 метрів.